# Doug Jones (politicus)
Gordon Douglas (Doug) Jones (Fairfield (Alabama), 4 mei 1954) is een Amerikaans jurist en politicus van de Democratische Partij. Tussen 2018 en 2021 was hij Senator voor Alabama. Hij was eerder van 1997 tot 2001 officier van justitie voor het noordelijke district van Alabama.
Als officier van justitie vervolgde hij de twee laatste Ku Klux Klan-daders van de 16th Street Baptist Church- bomaanslag in 1963, waarbij vier Afro-Amerikaanse meisjes werden gedood. Ook dagvaardde en vervolgde hij de Atlanta Olympic Park- bomber.
Hij was eind 2017 de Democratische kandidaat voor de Senaatszetel voor Alabama, die vrij kwam door de benoeming van Jeff Sessions tot minister van Justitie. Hij werd verkozen door met een klein verschil (49,9 vs 48,4 %) te winnen van de Republikeinse kandidaat Roy Moore. Tijdens de senaatsverkiezing van 2020 werd hij verslagen door Republikeinse Partij Tommy Tuberville. 

## Afkomst, opleiding en eerste werk
Doug Jones werd in 1954 geboren in Fairfield, Alabama in het gezin van Gordon en Gloria Jones. Zijn vader was staalarbeider en zijn moeder huisvrouw. Jones studeerde in 1976 af aan de Universiteit van Alabama in Politieke Wetenschappen. Zijn Juris Docter behaalde hij in 1979 aan de Cumberland School van de Samford Universiteit in Birmingham (Alabama).
Hij begon zijn loopbaan als stafmedewerker en adviseur van de Juridische Senaatscommissie ten dienste van de Democratische Senator Howell Heflin van Alabama. Daarna werkte hij van 1980 tot 1984 als assistent-Aanklager.
Aansluitend was hij van 1984 tot 1997 werkzaam bij een particulier juridisch kantoor in Birmingham.

## Federaal aanklager
Begin november 1997 werd hij op instigatie van president Bill Clinton benoemd tot interim Federale Aanklager voor het Noordelijk district van Alabama.
In januari 1998 pleegde Eric Rudolph een bomaanslag op de New Woman All Women Health Care Center in Birmingham. Jones kreeg de verantwoordelijkheid voor de coördinatie van de statelijke en de federale Task force voor de follow-up. Hij pleitte ervoor dat Rudolph eerst in Birmingham werd berecht voor uitgeleverd en gevonnist te worden in Georgia (staat) voor de misdaden die hij in die staat had gepleegd, zoals de bomaanslag in 1996 in het Centennial Olympic Park in Atlanta.

## 16th Street Baptist Church bombing case

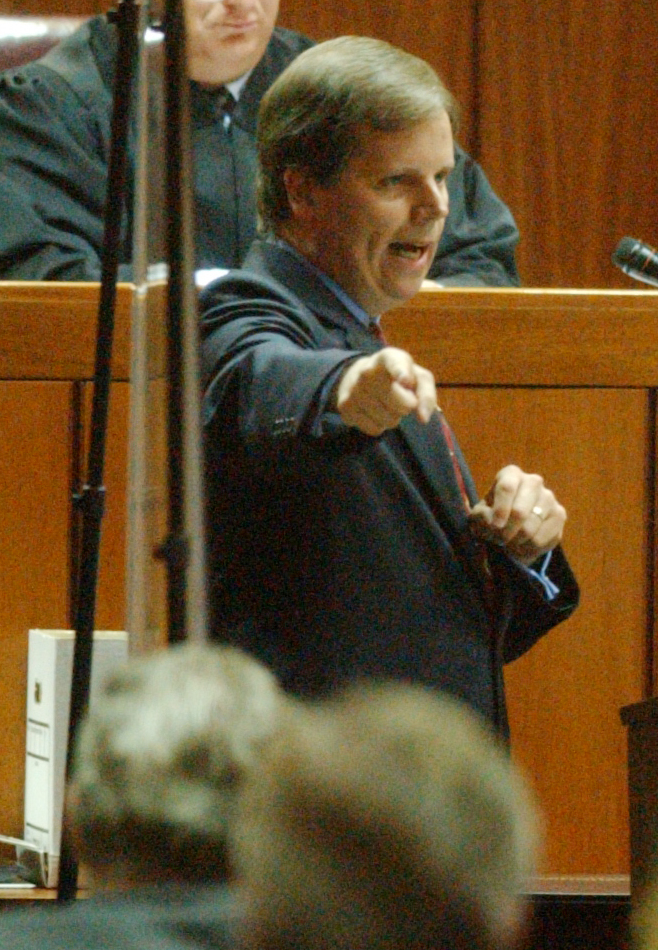
Doug Jones als openbaar aanklager op het proces tegen Bobby Frank Cherry

Jones vervolgde Thomas Edwin Blanton Jr. en Bobby Frank Cherry, twee leden van de Ku Klux Klan, voor hun aandeel in de 16th Street Baptist Church bomaanslag in 1963. De zaak werd heropend in het jaar dat Jones werd benoemd, maar kwam niet op gang tot aan zijn benoeming. In 1998 werd er een federale grand jury ingesteld, hetgeen de aandacht trok van Cherry's ex-vrouw, Willadean Cherry, wat haar ertoe bracht om contact te zoeken met de FBI en haar getuigenis af te leggen. Willadean introduceerde Jones daarna bij familie en vrienden, die verslag deden van hun ervaringen vanaf het tijdstip van de aanslag. Een cruciaal bewijsstuk was een bandopname waarin te horen is dat Blanton met anderen plannen smeedt om de bom te maken.
Jones werd aangewezen om het requisitoir in het gerechtshof van de staat te houden, waarna hij er in 2002 in slaagde Planton en Cherry effectief aan te klagen. 
Blanton werd schuldig bevonden in 2001, Cherry in 2002. Beiden werden veroordeeld tot levenslange hechtenis.
Blanton maakte in 2016 aanspraak op voorwaardelijke vrijlating, waarna Jones zich tegen zijn vrijlating uitsprak. Blanton's aanspraak werd geweigerd. Cherry overleed in de gevangenis in 2004.

## Latere juridische loopbaan
Jones keerde in 2001 terug naar de private juridische sector. In 2004 was hij de gerechtelijk aangestelde hoofdinspecteur in een milieudelict in Anniston (Alabama), waarbij het Monsanto (bedrijf) betrokken was.
in 2007 verwierf hij een onderscheiding van het Birmingham Civil Rights Institute. In hetzelfde jaar hield hij in de Juridische Commissie van het Huis van afgevaardigden vanuit zijn eigen ervaring een voordracht over het belang van het handhaven van de beginselen van Civil Rights bij vervolging van criminelen.
Met zijn vriend Greg Hawley richtte hij in 2013 het advocatenkantoor Jones & Hawley te Birmingham op.
In 2017 werd hij door de Alabama-afdeling van de Jonge Democraten van Amerika onderscheiden met de Lifetime Achievement Award.

## Campagne voor de Senaat

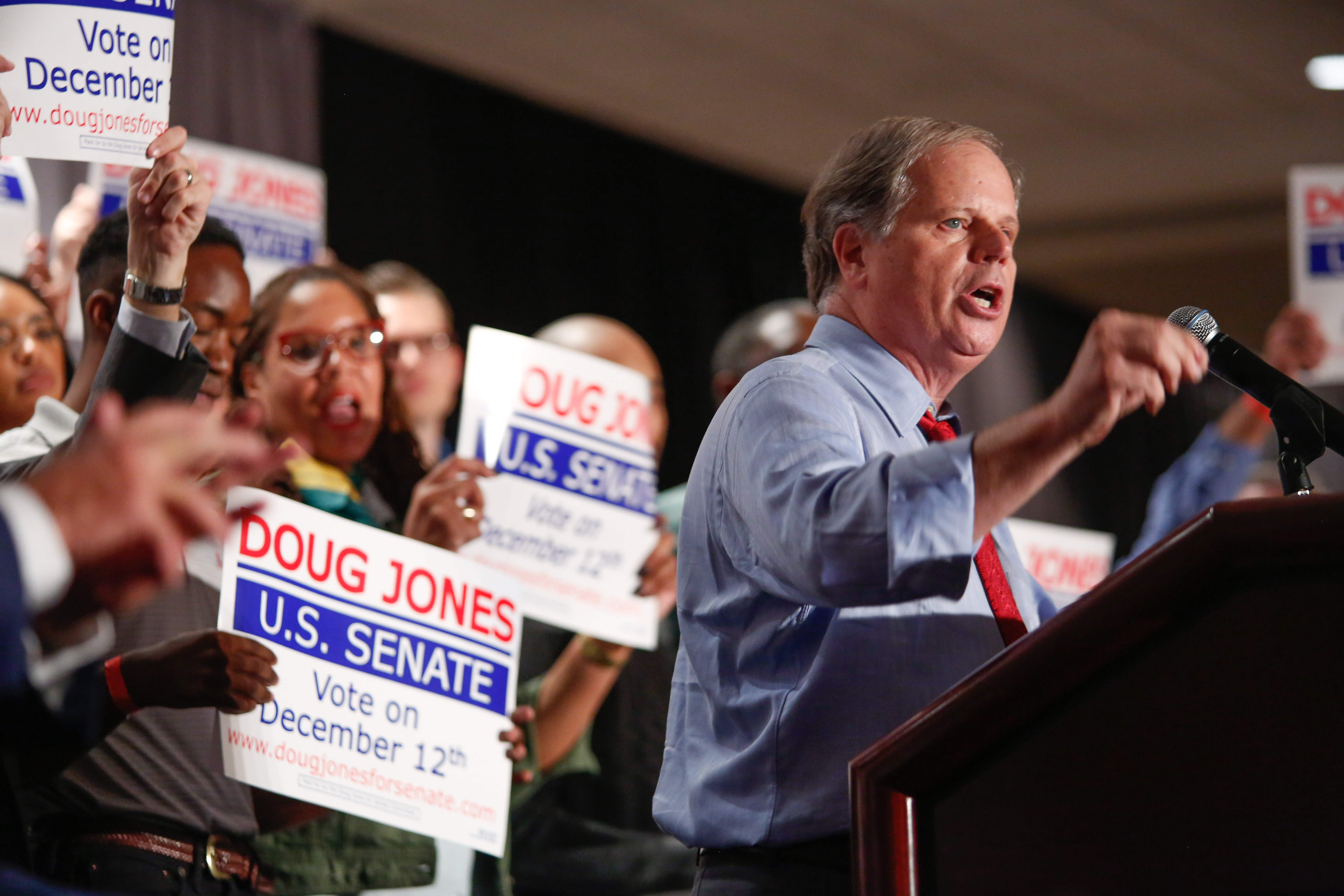
Doug Jones voert campagne voor een Senaatszetel voor Alabama.

In mei 2017 stelde Jones zich kandidaat voor de verkiezing voor het vervullen van de vacante Senaatszetel voor Alabama door de benoeming van Jeff Sessions tot minister van Justitie.
Jones won in augustus de Democratische nominatie en vervolgens op 12 december na een lokaal en nationaal sterk gepolariseerde campagne van de - door president Trump gepromote - omstreden Republikeinse kandidaat Roy Moore. Hij bezette de Senaatszetel tot januari 2021, zijnde het eind van Session's termijn. Zijn overwinning was mede spectaculair, omdat deze al meer dan twintig jaar buiten het bereik van een Democratische kandidaat lag.
Moore weigerde zijn verlies te erkennen, ondanks dat Jones' meerderheid van de stemmen 1,5 % bedroeg, terwijl wettelijk voor een hertelling een verschil van 0,5 % noodzakelijk is.

## Privéleven
Jones en zijn vrouw trouwden op 12 december 1992. Zij hebben drie kinderen. Hij is al meer dan 33 jaar lid van de Methodistische Kerk.
Alabama: Tuberville (R) · Britt (R)
Alaska: Murkowski (R) · Sullivan (R)
Arizona: Kelly (D) · Gallego (D)
Arkansas: Boozman (R) · Cotton (R)
Californië: Padilla (D) · Schiff (D)
Colorado: Bennet (D) · Hickenlooper (D)
Connecticut: Blumenthal (D) · Murphy (D)
Delaware: Coons (D) · Blunt Rochester (D)
Florida: R. Scott (R) · Moody (R)
Georgia: Ossoff (D) · Warnock (D)
Hawaï: Schatz (D) · Hirono (D)
Idaho: Crapo (R) · Risch (R)
Illinois: Durbin (D) · Duckworth (D)
Indiana: Young (R) · Banks (R)
Iowa: Grassley (R) · Ernst (R)
Kansas: Moran (R) · Marshall (R)
Kentucky: McConnell (R) · Paul (R)
Louisiana: Cassidy (R) · Kennedy (R)
Maine: Collins (R) · King (O)
Maryland: Van Hollen (D) · Alsobrooks (D)
Massachusetts: Warren (D) · Markey (D)
Michigan: Peters (D) · Slotkin (D)
Minnesota: Klobuchar (D) · Smith (D)
Mississippi: Wicker (R) · Hyde-Smith (R)
Missouri: Hawley (R) · Schmitt (R)
Montana: Daines (R) · Sheehy (R)
Nebraska: Fischer (R) · Ricketts (R)
Nevada: Cortez Masto (D) · Rosen (D)
New Hampshire: Shaheen (D) · Hassan (D)
New Jersey: Booker (D) · Kim (D)
New Mexico: Heinrich (D) · Luján (D)
New York: Schumer (D) · Gillibrand (D)
North Carolina: Tillis (R) · Budd (R)
North Dakota: Hoeven (R) · Cramer (R)
Ohio: Moreno (R) · Husted (R)
Oklahoma: Lankford (R) · Mullin (R)
Oregon: Wyden (D) · Merkley (D)
Pennsylvania: Fetterman (D) · McCormick (R)
Rhode Island: Reed (D) · Whitehouse (D)
South Carolina: Graham (R) · T. Scott (R)
South Dakota: Thune (R) · Rounds (R)
Tennessee: Blackburn (R) · Hagerty (R)
Texas: Cornyn (R) · Cruz (R)
Utah: Lee (R) · Curtis (R)
Vermont: Sanders (O) · Welch (D)
Virginia: Warner (D) · Kaine (D)
Washington: Murray (D) · Cantwell (D)
West Virginia: Moore Capito (R) · Justice (R)
Wisconsin: Johnson (R) · Baldwin (D)
Wyoming: Barrasso (R) · Lummis (R)
(D): Democraat · (R): Republikein · (O): Onafhankelijk
- Gemeinsame Normdatei: 1186073519
- International Standard Name Identifier: 0000 0003 8380 8461
- Library of Congress Control Number: n2012068087
- Biographical Directory of the United States Congress: J000300
- Virtual International Authority File: 271534819
- WorldCat: E39PBJhXdCfy6DHX3MkFJt7bVC